# مافیا (بازی گروهی)
مافیا یا همان بازی گرگینه(به انگلیسی: Mafia) یک بازی روسی گروهی و استدلالی است که توسط دیمیتری دیویدوف در سال ۱۹۸۶ ساخته شد. این بازی تضاد بین دو گروه را مدل می‌کند: یک اقلیت آگاه (مافیاها یا گرگینه‌ها) و یک اکثریت ناآگاه (شهروندان یا روستاییان). در شروع بازی، به هر بازیکن مخفیانه نقشی وابسته به یکی از این تیم‌ها اختصاص می‌یابد. بازی دارای دو مرحله متناوب است: اول، یک فاز شب، که در طی آن کسانی که دارای قدرت کشتار در شب هستند ممکن است به‌طور مخفیانه سایر بازیکنان را بکشند، و دوم، مرحله روز، که در آن همه بازیکنان بازمانده بحث می‌کنند و برای حذف یک مظنون رای می‌دهند. بازی تا زمانی ادامه می‌یابد که یک جناح به شرط برد خود برسد. برای شهروندان، این معمولاً به معنای حذف اقلیت منفی است، در حالی که برای اقلیت، معمولاً به معنای برابری عددی با روستا و حذف هر گروه منفی رقیب است.در این بازی گروه مافیا قدرت حذف در شب را دارند و فقط دکتر شهر می‌تواند یک نفر را نجات بدهد. در شب کاراگاه استعلام را از گرداننده میگیرد تا اگر درست بود آن را به شهر معرفی کند تا آن شخص را بیرون دهد.
دیمیتری دیویدوف (روسی: Дми́трий Давы́дов) اولین بار این بازی را در بهار سال ۱۹۸۷ میلادی در بخش روان‌شناسی دانشگاه مسکو برگزار می‌کند و از آن به بعد در کلاس‌های درس و اردوها و کمپ‌های تابستانی هم برگزار می‌شد. دیمیتری تصمیم گرفت بازی را گسترش دهد و پس از مدتی در دبیرستان‌ها و بیشتر دانشگاه‌های شوروی هم پخش شد.
مجموعهٔ نمایش خانگی شب‌های مافیا، پدرخوانده، فیلم‌های گرگ‌بازی، گرگینه، آدمکش، بازی ویدیویی امانگ آس و مسابقه تلویزیونی شهروند و مافیا از روی این بازی ساخته شده‌اند.

## تاریخچه
دیمیتری دیویدوف
(روسی: Дми́трий Давы́дов) اولین بار این بازی را در بهار سال ۱۹۸۷ میلادی در بخش روان‌شناسی دانشگاه مسکو برگزار می‌کند و از آن به بعد در کلاس‌های درس و اردوها و کمپ‌های تابستانی هم برگزار می‌شد. دیمیتری تصمیم گرفت بازی را گسترش دهد و پس‌از مدتی در دبیرستان‌ها و بیشتر دانشگاه‌های شوروی هم پخش شد. شبکه خبری وایرد (Wired) هم ساخت این بازی را به دیویدف نسبت می‌دهد اما تاریخ اولین بازی را سال ۱۹۸۷ می‌داند. او این بازی را برای ترکیب تحقیقات روان‌شناسی با وظایف خود در آموزش دانش آموزان دبیرستان توسعه داد. این بازی به سرعت در سایر کالج‌ها و مدارس شوروی محبوب شد و اغلب با سریال‌های تلویزیونی بسیار محبوب «لا پیوورا (La Piovra)» همراه بود، که برای اولین بار در سال ۱۹۸۶ پخش شد. در دهه ۱۹۹۰ پخش آن در سایر نقاط اروپا و سپس ایالات متحده آغاز شد (در بعضی از کشورها با اسم شهر پالرمو). در اواسط دهه ۱۹۹۰، نسخه‌ای از این بازی به یک سریال تلویزیونی در لتونی با فضای پارلمانی تبدیل شد و توسط افراد مشهور لتونی بازی می‌شد.
اندرو پلاتکین در سال ۱۹۹۷ به قوانین بازی پیش زمینه ای گرگینه ای داد. او استدلال می‌کرد که این قوانین با مافیا طنین فرهنگی کمتری دارد و مفهوم گرگینه با ایدهٔ دشمن پنهانی که در طول روز عادی به نظر می‌رسد، تناسب دارد. مافیا و نسخه ای از آن به نام thing در کارگاه‌های نویسندگان علمی تخیلی از سال ۱۹۹۸ بازی می‌شده است. نسخه گرگینه ای این بازی در رویدادهای فناوری مهم، از جمله کنفرانس توسعه دهندگان بازی، ETech, Foo Camps و جنوب از جنوب غربی به‌طور گسترده منتشر شد.
در سال ۱۹۹۸ مدرسه وزارت امور داخلی کالینینگراد کتاب درسی روشمندی برای توسعه بازی‌های نقش آفرینی مانند مافیا و قتل بخاطر تدریس در رابطه با روان‌شناسی بصری زبان بدن و سیگنال‌های غیرکلامی منتشر کرد. در سپتامبر سال ۱۹۹۸ این بازی به فارغ التحصیلان دانشگاه پرینستون معرفی شد. در آنجا نسخه‌های دیگری از این بازی توسعه یافتند. پیش زمینه ای گرگینه ای همچنین در نسخه فرانسوی بازی گرگینه‌های میلرهالو گنجانده شد.
در آگوست سال دو هزار یک کاربر با نام مستعار میتراندیر در سایت هزارتوی خاکستری وبسایتی برای پازل‌ها و پارل حل کردن در یک تالار گفتگو اینترنتی بازی مافیایی را برگزار کرد. جفت سایت هزارتوی خاکستری و سایت خواهرش مافیااسکام ادعا می‌کنند این اولین بازی مافیا در یک تالار گفتگو بود. از آنجا مافیا به بسیاری از جوامع آنلاین گسترش یافت.
این بازی امروزه در اکثر کشورها توسط علاقه مندانش بازی می‌شود با گذشت زمان، مافیا به یک بازی محبوب و پرطرفدار تبدیل شد و نسخه‌های مختلف آن با قوانین و تغییرات متنوعی در سراسر جهان ایجاد شد. این بازی به عنوان یک فعالیت سرگرم‌کننده و تیم‌سازی شناخته شده و مورد استقبال بسیاری از افراد قرار گرفته است. امروزه، مافیا به عنوان یک بازی استراتژیک و جذاب شناخته می‌شود که قدرت تفکر و همکاری تیمی را تقویت می‌کند و باعث سرگرمی و شادی افراد می‌شود.

## شیوه بازی
کارت‌های بازی در ابتدای بازی توسط پدرخوانده یا راوی نگهداری می‌شود. شامل موارد زیر می‌شود:
در ساده‌ترین شکل، دو تیم در بازی مافیا حضور دارند:مافیا و شهروند. بازی‌های زنده به ناظری احتیاج دارند که به عنوان بازیکن شرکت نمی‌کند و هویت‌ها با تقسیم کارت‌ها تعیین می‌شود. در ابتدای بازی، به هرشخص هویت هم تیمی‌های خود داده می‌شود، در حالی که سایرین فقط تعداد مافیا بازی را دریافت می‌کنند و نمی‌دانند کدام بازیکنان مافیا و کدام یک شهروند هستند.
در یک تنظیم باز، تعداد هر نقش قدرت (به عنوان مثال شبه نظامیان) موجود در بازی برای بازیکنان شناخته شده است، در حالی که در یک تنظیم بسته، این اطلاعات فاش نمی‌شود، و در یک تنظیم نیمه باز، فقط اطلاعات محدود یا آزمایشی در مورد نقش‌های قدرت آشکار می‌شود بنابراین، در یک تنظیم باز یا نیمه باز، اگر مشخص شود که هیچ شبه نظامی در بازی حضور ندارد، برای گرگینه امکان‌پذیر نیست که به‌طور منطقی ادعا کند که نقش شبه نظامی را دارد.
در بازی دو مرحله وجود دارد: شب و روز. در شب، بازیکنان نقش‌دار مخفیانه اقداماتی را انجام می‌دهند. در طول روز، بازیکنان با بحث و رای‌گیری تصمیم به شناسایی مافیا حذف آن می‌گیرند. این مراحل با یکدیگر متناوب می‌شوند تا زمانی که همه گرگینه‌ها از بین بروند یا به برابری عددی با روستایان برسند.
در ساده‌ترین شکل، مافیا توسط دو تیم بازی می‌شود: مافیا و روستاییان. بازی‌های زنده به مدیری نیاز دارند که به‌عنوان بازیکن شرکت نمی‌کند، و هویت‌ها با توزیع کارت یا سایر روش‌های غیرکلامی مانند ضربه زدن فیزیکی به بازیکنان تعیین می‌شوند. در شروع بازی، به هر مافیا هویت هم تیمی‌های خود داده می‌شود، در حالی که افراد بی گناه فقط تعداد مافیاهای بازی را دریافت می‌کنند.
در طول روز، بازیکنان بحث می‌کنند و به حذف یک بازیکن رای می‌دهند. این مراحل با یکدیگر متناوب می‌شوند تا زمانی که همه مافیاها حذف شوند یا به برابری عددی با بی گناهان (روستاییان) برسند.
در شب، بازیکنان خاصی به‌طور مخفیانه اقدامات خاصی را انجام می‌دهند
ممکن است به برخی از بازیکنان نقش‌هایی با توانایی‌های خاص داده شود. نقش‌های ویژه مشترک عبارتند از:
- غیب گو - یک روستایی که ممکن است هر شب تیم یک بازیکن را یاد بگیرد.
- محافظ - روستایی که ممکن است هر شب از بازیکنی در مقابل کشته شدن محافظت کند، اما در هر بازی فقط یک بار می‌تواند این کار را انجام دهد.
- ماسون - بازیکنان همسو با دهکده که می‌توانند یکدیگر را تشخیص دهند.

اندرو پلوتکین توصیه می‌کند که دقیقاً دو مافیا داشته باشید، در حالی که قوانین اصلی دیویدوف نشان می‌دهد یک سوم بازیکنان (گرد کردن به نزدیکترین تعداد) مافیا هستند. بازی اصلی دیویدوف شامل نقش‌هایی با توانایی‌های خاص نیست. پلاتکین در قوانین خود برای «گرگینه» پیشنهاد می‌کند که نوبت اول شب باشد و تعداد بازیکنان از جمله مجری برنامه فرد باشد. این ویژگی از تساوی رای برای حذف جلوگیری می‌کند و اطمینان حاصل می‌کند که بازی به طرز چشمگیری با حذف به جای اینکه با تعارف با قتل به عنوان نتیجه‌گیری قبلی از بین برود، به پایان می‌رسد.

### شب
در شب اول
همه بازیکنان چشمانشان را می‌بندند. سپس راوی/مجری به همه گرگ ها/مافیا دستور می‌دهد چشمان خود را باز کرده تا با هم تیمی‌های خود آشنا شوند. گرگ‌ها با نشان دادن هدف خود و نشان دادن اتفاق نظر، هر شب «قربانی» را با سکوت انتخاب می‌کنند و دوباره چشمهایشان را می‌بندند.
فرایند مشابهی برای سایر نقشها با اعمال شبانه رخ می‌دهد. راوی ممکن است با استفاده از حرکاتی مانند تکان دادن سر یا دست، نقش‌دار یا ساده بودن هدف را نشان دهد.

گرگها در حال بحث درمورد اینکه چه کسی را در طول شب بکشند

شب ممکن است برای پوشاندن صداها با اشاره همراه باشد.

### روز
مجری

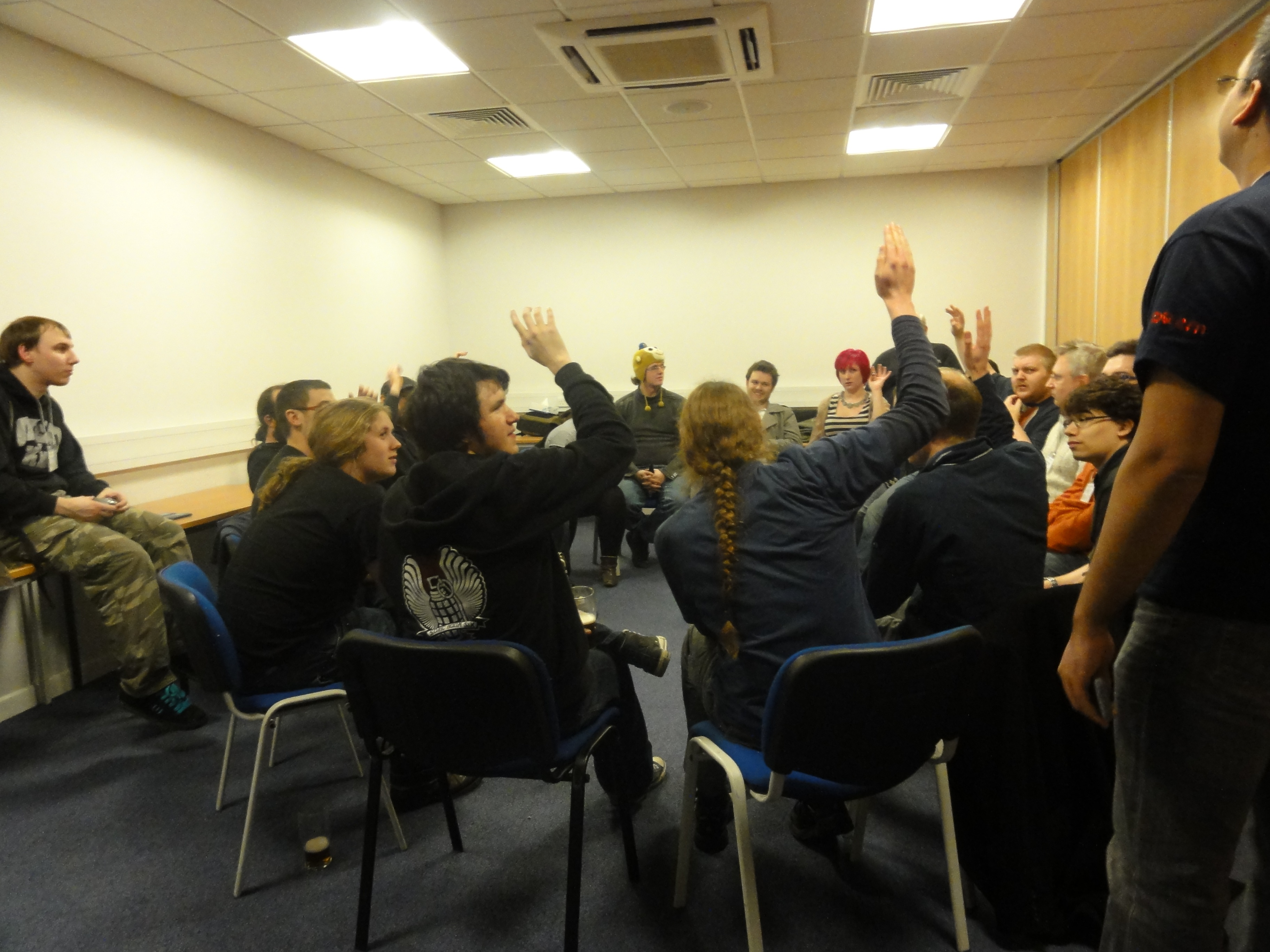
در مرحله «روز»، بازیکنان رای می‌دهند که چه کسی را حذف کند

که اصطلاحاً به او «گاد» می‌گویند؛ به بازیکنان دستور می‌دهد چشمان خود را باز کنند و اعلام می‌کند که چه کسی شب گذشته کشته شده است. بحث در میان بازیکنان زنده آغاز می‌شود. در هر لحظه ممکن است یک بازیکن کسی را به مافیا بودن متهم کند در طول روز، بازیکنان بحث می‌کنند و به حذف یک بازیکن رای می‌دهند. این مراحل با یکدیگر متناوب می‌شوند تا زمانی که همه مافیاها حذف شوند یا به برابری عددی با بی گناهان (روستاییان) برسند. همه در این فاز باید سعی کنند خود را شهروند ساده نشان دهند اگر بیش از نیمی از بازیکنان این کار را انجام دهند، فرد متهم حذف شده و شب شروع می‌شود. در غیر این صورت، مرحله تا زمان حذف در شب ادامه می‌یابد.
طبق برخی قوانین، نقش بازیکنان مرده آشکار می‌شود. به گفته برخی دیگر اینگونه نیست. در هر دو مورد، بازیکنان مرده مجاز به تلاش برای تحت تأثیر قرار دادن باقی مانده از بازی نیستند. از آنجا که بازیکنان آزادی عمل عمدی بیشتری دارند، روزها بیشتر از شب طولانی می‌شوند.

## نظریه بازی

### مطالعه ریاضی
مافیا یک مدل پیچیده برای مدل‌سازی است، بنابراین بیشتر تجزیه و تحلیل‌های بازی بهینه هر دو را فرض کرده‌اندشامل موارد زیر است
- فقط مردم شهر و مافیا وجود دارد.
- مردم شهر هرگز احتمال شناسایی مافیایی را به صورت تصادفی ندارند.

تلقی اولیه بازی متمرکز بر شبیه‌سازی روش مونت‌کارلو بود، در حالی که مطالعات جدیدتر سعی کرده است راه حل‌های تعادل فرم بسته را برای بازی کامل به‌دست‌آورد.

### نتایج در بازی زنده
در بازی زنده (یا کنفرانس ویدیویی) در زمان واقعی، شهروندان معمولاً بیشتر از آنچه تئوری بازی پیشنهاد می‌دهد، برنده می‌شوند. چندین دلیل برای این امر مطرح شده است که شامل موارد زیر می‌شود
- استرس فیزیولوژیکی دروغ پایدار توانایی اولیه مافیوسو در فریب بی گناهان را پایین می‌آورد، خیلی بیشتر از آنچه یک مدل بازی کامل پیش‌بینی کند، به خصوص اگر بی گناهان بتوانند شهر را از نظر احساسی درگیر نتیجه بازی کنند

## تغییرات
نامگذاری نقش‌ها، جناح‌ها و سایر عناصر مختلف بازی وابسته به موضوع است و تنوع نامحدودی دارد. مضامین متداول، مافیا را به شکل گرگها، فرقه گرایان، آدم‌کش‌ها یا جادوگران تغییر شکل می‌دهد و نقش‌های دیگر به‌طور مناسب تغییر نام می‌یابد.
در طول سال‌ها، بازیکنان انواع مافیا را ایجاد کرده‌اند که شامل قوانین اضافی است. برخی از این موارد در اینجا ذکر شده است.

### تغییرات در شرایط برد
اگر در مرحله روز مافیا به تعداد شهروند وجود داشته باشد، پیروزی مافیایی بلافاصله، طبق قوانین اصلی مافیا اعلام می‌شود. سایر گزینه‌های این قانون را به حالت تعلیق درمی‌آورند و فقط پس از حذف هر عضو از یک جناح بازی را اعلام می‌کنند: این توضیح و اجرای بازی را آسان می‌کند.

### انواع انتخابات
نامزدهای حذف ممکن است مجاز به سخنرانی در دفاع از خود باشند. معمولاً هر بازیکن باید رأی دهد و فقط یک بار می‌تواند رأی دهد و نمی‌تواند به خودش رأی دهد. اما برخی از انواع فرایند پیچیده تری در انتخاب بازیکنانی که باید اجرا شوند، دارند. نسخه اصلی مافیا دیویدوف مجاز به اعدام‌های روزانه (در هر روز) بود که هرکدام فقط به یک همبستگی برای اقدام نیاز دارند.

### روشهای قتل مافیایی
برخی از انواع نیاز دارند تا همه اعضای مافیا یک قربانی را به‌طور مستقل برای یک قتل انتخاب کنند تا موفق شود. این را می‌توان به روش‌های زیر به‌دست‌آورد.

### خانواده
چندین گروه مستقل از مافیا یا گرگینه‌ها به‌طور مستقل عمل می‌کنند و پیروز می‌شوند و به بازی سریعتر و امکان اختلاف افکنی بین جناح‌ها می‌پردازند.

### ویژگی‌های
در این نوع، به بازیکنان دو کارت داده می‌شود: اولی حاوی نقش آنها است، و دیگری ویژگی. ویژگی‌ها در اصل از نقش‌هایی گرفته شده بودند که می‌توانستند برای همترازی‌های مافیایی و شهروندی مانند ضد گلوله (در شب کشته نشوند)، شهردار (دارای دو رأی در حذف) و دوقلوهای سیامی (که عموماً به آنها خواهر و برادر یا عاشق می‌گویند) اعمال شوند.

### قطار مافیا
مافیای سنتی
توسط مجموعه بازی کپنهاگ بازبینی و به اصلاح شد تا در یک مترو بازی شود. در این تنوع، بازیکنانی که حذف می‌شوند از قطار بیرون می‌شوند (در ایستگاه بعدی).

### شهر سالم
Town of Salem یک نسخه آنلاین پیشرفته از مافیا است که در طی محاکمات جادوگری در سیلم اتفاق می‌افتد که شامل چندین نقش مختلف از چندین جناح است. این بازی در ۶ ژوئن ۲۰۱۷ به روز شد تا جناح جدیدی به آن اضافه شود: کاون که عمدتاً از جادوگران تشکیل شده و از نظر عملکرد و هدف به مافیای سنتی شبیه است.

## بازی آنلاین
مافیا همچنین می‌تواند
به صورت آنلاین بازی شود. بازی‌ها را می‌توان از طریق کانال‌های IRC انجام داد، جایی که ربات نقش ناظر بازی را بر عهده می‌گیرد و تعامل بازیکنان از طریق ارتباط متنی انجام می‌شود. با توجه به اینکه IRC یک روش گسترده ارتباطی نیست این سبک از بازی‌های مافیا به تعداد محدودی از افراد محدود می‌شود. از سال ۲۰۰۸، بسیاری از سایت‌های بازی مافیا دیگر شکل گرفتند. این سایت‌ها تلاشی برای بازتولید بازی‌های زنده مافیا هستند و مدت زمان و مکانیک بازی‌ها تقریباً مشابه زمانی است که بازی به‌طور سنتی انجام می‌شود.

## هوش مصنوعی
گرگینه به دلیل ویژگی‌های منحصر به فرد مانند اقناع و فریب، موضوع تحقیقات هوش مصنوعی بوده است. این بازی به چندین فناوری AI مانند هماهنگی چند عاملی، قرائت عمدی و درک نظریه ذهن نیاز دارد.
یادگیری عمیق در تلاش برای ایجاد عوامل استفاده شده است که می‌توانند بازی را به عنوان مافیا یا به عنوان شهروند برنده شوند. از عبارت باقاعده برای تجزیه سوابق گفته‌ها برای افشاگری (یا «بیرون آمدن» به عنوان نقش) و اطلاعات تصمیم‌گیری استفاده شده است، اگرچه یک مشکل این بوده است که جمله ای مانند «بازیکن A مافیا است» می‌تواند براساس توانایی بازیکن (مثلاً پیشگو) یا فقط حدس و گمان باشد.